# Govan Mbeki
Govan Archibald Mvuyelwa Mbeki (9 de julio de 1910-30 de agosto de 2001) fue un político y activista anti-apartheid sudafricano, padre del antiguo presidente de Sudáfrica Thabo Mbeki y de Moeletsi Mbeki. Recibió su nombre en honor de Edward Govan, un misionero escocés que fundó el Colegio Lovedalle, la escuela en la que estudió en la provincia Oriental del Cabo.
Posteriormente fue a la Universidad de Fort Hare, completando en 1936 un Bachelor of Arts en políticas y psicología y un diploma de magisterio, también conoció a otros líderes de la lucha africana.
En 1954 se unió al consejo editorial de New Age, el cual era el único periódico sudafricano que apoyó el movimiento de liberación durante los siguientes ocho años. Mbeki jugó un rol importantísimo en asegurarse que las páginas y las columnas del periódico reflejaran las condiciones de vida de la población negra, sus demandas y sus aspiraciones. En noviembre de 1962, el entonces ministro de justicia John Vorster prohibió el periódico New Age. Cuando el consejo editorial lanzó su sucesor, Vorster fue más lejos y censuró no solo el periódico sino también a sus editores y escritores.
Fue uno de los líderes del Congreso Nacional Africano (CNA) y del Partido Comunista de Sudáfrica Después del proceso de Rivonia fue encarcelado por terrorismo y traición (1964-1987) con Nelson Mandela, Walter Sisulu así como con otros líderes del CNA.
El 26 de junio de 1980 el Secretario General del CNA, Alfred Nzo, anunció que le otorgaba a Govan Mbeki la medalla Isitwalandwe, la más alta distinción del partido. Mbeki no estuvo presente para recibir el premio debido a que se encontraba cumpliendo cadena perpetua en la cárcel de Robben Island.
Govan Mbeki fue liberado de la cárcel, tras cumplir 24 años de su condena, el 5 de noviembre de 1987. Tras las primeras elecciones democráticas de 1994 fue miembro del Senado hasta 1997, desempeñando el cargo de vicepresidente de la cámara, y posteriormente, de 1997 a 1999, en su órgano sucesor, el Consejo Nacional de las Provincias.
Mbeki falleció a los 91 años. En 2006 sus restos mortales fueron objeto de controversia debido a unos planes existentes para exhumarlos y trasladarlos a un museo. Finalmente, estos planes fueron cancelados debido a que la familia de Mbeki declinó la oferta.
Mbeki obtuvo reconocimiento internacional por sus logros políticos incluyendo el renombramiento del edificio de Salud recientemente inaugurado en la Universidad Caledonia de Glasgow. El edificio de Salud Govan Mbeki fue inaugurado en 2001 en una ceremonia en la que participó su hijo Thabo Mbeki.